# Jean Tordeur
Jean Tordeur (n. 5 septembrie 1920 – d. 27 ianuarie 2010) a fost un scriitor belgian, membru de onoare al Academiei Române (din 1992). 